# Laia Costa i Bertran
Laia Costa i Bertran   (Barcelona, 18 de febrer de 1985) és una actriu de teatre, cinema i televisió catalana.

## Biografia
Després de llicenciar-se en Publicitat i Relacions Públiques per la Universitat Ramon Llull i obtenir un doctorat en Política, Mèdia i Societat, Costa començà a compaginar la seva feina amb la formació d'actriu a l'escola de Nancy Tuñón. Debutà professionalment com a actriu l'agost del 2011, quan s'incorporà al serial diari d'Antena 3 Bandolera per donar vida a Inés Flores. Costa gravà altres sèries d'època com ara Toledo o El tiempo entre costuras, una petita participació en la pel·lícula Tengo ganas de ti i protagonitzà "La caputxeta vermella" a Cuéntame un cuento.
A Polseres vermelles interpretà a Rym, una carismàtica adolescent que pateix càncer de mama i que mantindrà una relació amb Lleó, el personatge interpretat per Àlex Monner. La interpretació a la sèrie de TV3 fou unànimement lloada, tant pels fans com per la crítica. El 2013, debutà al Teatre Nacional de Catalunya amb un text íntegrament en alemany de l'obra de teatre Atraco, paliza y muerte en Agbanäspach, escrita i dirigida per Marcel Borràs i Nao Albet, on tornà a rebre molt bones crítiques de la premsa i del públic.
El 2014 protagonitzà la producció cinematogràfica internacional russa Fort Ross, rodada a Malta, Minsk, San Francisco i estrenada a Moscou. El mateix any rodà en anglès a Berlín la pel·lícula alemanya Victoria, dirigida per Sebastian Schipper i seleccionada en la competició oficial de la Berlinale 2015. L'estrena mundial de Victoria, un pla seqüència de dues hores i mitja on és la protagonista absoluta, destacà en el festival i guanyà l'Os de Plata a la millor contribució artística, el premi de la crítica i el del públic. A França guanyà el Grand Prix a la millor pel·lícula en el Beaune Film Festival i el premi a la millor pel·lícula al Festival Internacional de Cinema de Vílnius, a Lituània. Actualment es presenta a festivals de tot el món i recull més premis. Pel seu paper a Victoria, Costa es convertí el 19 de juny del 2015 en la primera actriu catalana i espanyola en guanyar un 'Lola', els premis més importants del cinema alemany.
Actualment participa a Cites, la nova sèrie de Pau Freixas per a TV3 i Carlos, rey emperador per a TVE, en el paper de Maria d'Àustria.
Establerta als Estats Units des del 2015, la carrera internacional de Laia Costa ha pres molta embranzida. Costa ha participat en diferents projectes durant el 2016 i 2017, com ara Nieve Negra i Life Itself.
Juntament amb l'actor britànic Nicholas Hoult, va protagonitzar la pel·lícula Newness (2017.)
Als XXXVII Premis Goya concedits el 2023 va rebre el Goya a la millor actriu pel seu paper a Cinco lobitos.

## Filmografia

### Cinema
| Any  | Títol                | Personatge      | Director                 | Notes        |
| ---- | -------------------- | --------------- | ------------------------ | ------------ |
| 2011 | Deja que te diga     | Ella            | Gerard Pando             | Curtmetratge |
| 2012 | Tengo ganas de ti    | Chica serpiente | Fernando González Molina |              |
| 2013 | Y otro año, perdices | Claudia         | Marta Díaz de Lope       | Curtmetratge |
| 2014 | Fort Ross            | Lucía           | Yuriy Moroz              |              |
| 2015 | No me quites         | Laura           | Laura Jou                | Curtmetratge |
| 2015 | Palmeras en la nieve | Daniela         | Fernando González Molina |              |
| 2015 | Victoria             | Victoria        | Sebastian Schipper       |              |
| 2017 | Nieve Negra          | Laura           | Martín Hodara            |              |
| 2017 | Newness              | Gabi            | Drake Doremus            |              |
| 2017 | Maine                | Bluebird        | Matthew Brown            |              |
| 2018 | Duck Butter          | Laia            | Miguel Arteta            |              |
| 2018 | Piercing             | Mona            | Nicolas Pesce            |              |
| 2018 | Life Itself          | Bella           | Dan Fogelman             |              |
| 2018 | Only You             | Elena           | Harry Wootliff           |              |
| 2022 | Cinco lobitos        | Amaia           | Alauda Ruiz de Azúa      |              |
| 2023 | Els encantats        | Irene           | Elena Trapé              |              |
| 2023 | Un amor              | Nat             | Isabel Coixet            |              |

### Televisió
| Any          | Títol                     | Personatge                    | Director                          | Cadena             | Productora                    | Notes                                                 |
| ------------ | ------------------------- | ----------------------------- | --------------------------------- | ------------------ | ----------------------------- | ----------------------------------------------------- |
| 2011-2012    | Bandolera                 | Inés Flores                   | Joan Noguera                      | Antena 3           | Diagonal TV                   | Principal (117 episodis)                              |
| 2012         | Toledo, cruce de destinos | Aurora                        | Luis Santamaría                   | Antena 3           | Boomerang TV                  | 1 episodi                                             |
| 2013         | Polseres vermelles        | Rym                           | Pau Freixas                       | TV3                | Filmax                        | Principal (13 episodis)                               |
| 2013         | El tiempo entre costuras  | Alba                          | Norberto López Amado              | Antena 3           | Boomerang TV                  | 1 episodi                                             |
| 2014         | Cuéntame un cuento        | Claudia Alvarado / Caperucita | Fernando Bassi                    | Antena 3           | Eyeworks Cuatro Cabezas       | 1 episodi                                             |
| 2015         | Habitacions tancades      | Montserrat Espelleta          | Lluís Maria Güell                 | La 1               | Diagonal TV                   | Telefilm                                              |
| 2015-2016    | Cites                     | Paula                         | Pau Freixas                       | TV3                | Filmax                        | 1a- Principal (4 episodis) 2a- Principal (3 episodis) |
| 2015         | Carlos, Rey Emperador     | María d'Àustria               | Oriol Ferrer                      | La 1               | Diagonal TV                   |                                                       |
| 2016         | Les petites coses         | Laia                          | Alberto Rodríguez                 | TV3                |                               | Anunci estival d'Estrella Damm a TV                   |
| 2017         | La recepta                | Laia                          | Jonás Trueba                      | TV3                |                               | Anunci primaveral d'Estrella Damm a TV                |
| 2019         | Devils                    | Sofia Flores                  | Nick Hurran / Jan Michelini       | Sky Atlantic       | Sky Italia Lux Vide           | Protagonista                                          |
| 2019         | Foodie Love               | Ella                          | Isabel Coixet                     | HBO                | Miss Wasabi Films             | Protagonista                                          |
| 2020         | Soulmates                 | Libby                         | William Bridges / Brett Goldstein | AMC                | Fearless Minds                | 1 episodi                                             |
| 2023         | The Diplomat              | Mariona Cabell                | Jill Robertson / Jennie Paddon    | Alibi              | BBC Studios World Productions | Principal (5 episodis)                                |
| 2023-present | La roda del temps         | Moghedien                     | Sanaa Hamri                       | Amazon Prime Video | Sony Pictures Television      | 1 episodi                                             |

### Teatre
- 2014: Llum o de les potencialitats lluminoses del cos humà, de Magdalena Barlie. Lectura dramatitzada dir. Thomas Sauerteig. Festival Grec
- 2013: Atraco, paliza y muerte en Agnabäspach, de Marcel Borràs i Nao Albet. Dir. Marcel Borràs i Nao Albet. Personatge: Maria Kapravof. TNC

### Altres treballs
- 2013: Presentadora dels Premis Nacionals de Cultura

## Premis i nominacions
| Any  | Premis                                                        | Categoria                                   | Pel·lícula    | Resultat  |
| ---- | ------------------------------------------------------------- | ------------------------------------------- | ------------- | --------- |
| 2014 | Subtitle European Film Festival Irlanda                       | Spotlight Breakthrough Acting Award         |               | Guanyador |
| 2015 | Premis de l'Acadèmia del Cine Alemany                         | Millor actriu protagonista                  | Victoria      | Guanyador |
| 2015 | Premis del Cinema Europeu                                     | Millor actriu protagonista                  | Victoria      | Nominat   |
| 2015 | Premis Bambi                                                  | Millor actriu protagonista                  | Victoria      | Nominat   |
| 2016 | Premis Gaudí                                                  | Millor actriu protagonista                  | Victoria      | Guanyador |
| 2016 | Premis Sant Jordi de Cinematografia                           | Millor actriu en pel·lícula estrangera      | Victoria      | Guanyador |
| 2016 | Festival de Cine Espanyol de Màlaga                           | Bisnaga de Plata a la Millor Actriu         | No me quites  | Guanyador |
| 2016 | Setmana de Cine de Medina del Campo                           | Millor actriu                               | No me quites  | Guanyador |
| 2016 | Festival Internacional de Curtmetratges de Torrelavega (FICT) | Millor actriu                               | No me quites  | Guanyador |
| 2016 | Certamen Nacional de Curtmetratges de l'Alfàs del Pi          | Millor actriu                               | No me quites  | Guanyador |
| 2016 | Festival Internacional de Curtmetratges de Cuenca Ficción -20 | Millor interpretació                        | No me quites  | Guanyador |
| 2016 | Certamen Nacional de Creació Audiovisual de Cabra             | Millor interpretació femenina               | No me quites  | Guanyador |
| 2017 | BAFTA British Academy Awards                                  | EE Rising Star                              | Victoria      | Nominat   |
| 2022 | Festival de Cine Espanyol de Màlaga                           | Bisnaga de Plata a la Millor Actriu         | Cinco lobitos | Guanyador |
| 2023 | X Premis Feroz                                                | Millor actriu protagonista d'una pel·lícula | Cinco lobitos | Guanyador |
| 2023 | XXXVII Premis Goya                                            | Goya a la millor actriu                     | Cinco lobitos | Guanyador |
| 2024 | Premis Gaudí de 2024                                          | Millor actriu secundària                    | Els encantats | Nominat   |